# Saint-Lambert-la-Potherie
Saint-Lambert-la-Potherie ist eine französische Gemeinde mit 2961 Einwohnern (Stand: 1. Januar 2022) im Département Maine-et-Loire in der Region Pays de la Loire. Die Einwohner werden Lambertois(es) genannt.

## Geographie
Saint-Lambert-la-Potherie liegt etwa neun Kilometer westlich von Angers. Umgeben wird Saint-Lambert-la-Potherie von den Nachbargemeinden
- Saint-Clément-de-la-Place im Norden und Nordwesten,
- Longuenée-en-Anjou im Norden,
- Beaucouzé im Osten,
- Saint-Léger-de-Linières mit Saint-Jean-de-Linières im Süden und Südosten und Saint-Léger-des-Bois im Südwesten,
- Bécon-les-Granits im Westen und Nordwesten.

Durch die Gemeinde führt die Autoroute A11.

## Bevölkerungsentwicklung
| 1962 | 1968 | 1975 | 1982 | 1990 | 1999 | 2006 | 2011 |
| ---- | ---- | ---- | ---- | ---- | ---- | ---- | ---- |
| 385  | 421  | 744  | 1688 | 2079 | 2209 | 2356 | 2506 |

## Sehenswürdigkeiten
- Kirche Saint-Lambert
- Schlösser La Chaussée aus dem 19. Jahrhundert
- Kapelle aus dem 15. Jahrhundert des 1978 zerstörten Schlosses La Coltrie
- Dolmen La Coltrie
- Rathaus
- Presbyterium